# Rue Marguerin
La rue Marguerin est une voie du 14e arrondissement de Paris, en France.

## Situation et accès
La rue Marguerin est une voie publique située dans le 14e arrondissement de Paris. Elle débute au 71, rue d'Alésia et se termine au 2, rue Leneveux.

## Origine du nom
Elle porte le nom d'Émile Marguerin (1820-1884), professeur d'histoire et de littérature et directeur de l'école Turgot.

## Historique
Cette rue est ouverte en 1891 par M. Dareau et prend sa dénomination actuelle par arrêté du 2 août 1899.

## Bâtiments remarquables et lieux de mémoire
- Au no 3, l'écrivain Louis Pergaud écrivit La Guerre des boutons en 1912. Une plaque lui rend hommage.
- Au no 9 (dû à l'architecte Albert Sélonier) vécut l'athlète Georges André. Une plaque lui rend hommage.
- Le no 11 fut le siège, jusqu'en 1942, de la rédaction de l'hebdomadaire fasciste et antisémite Je suis partout.

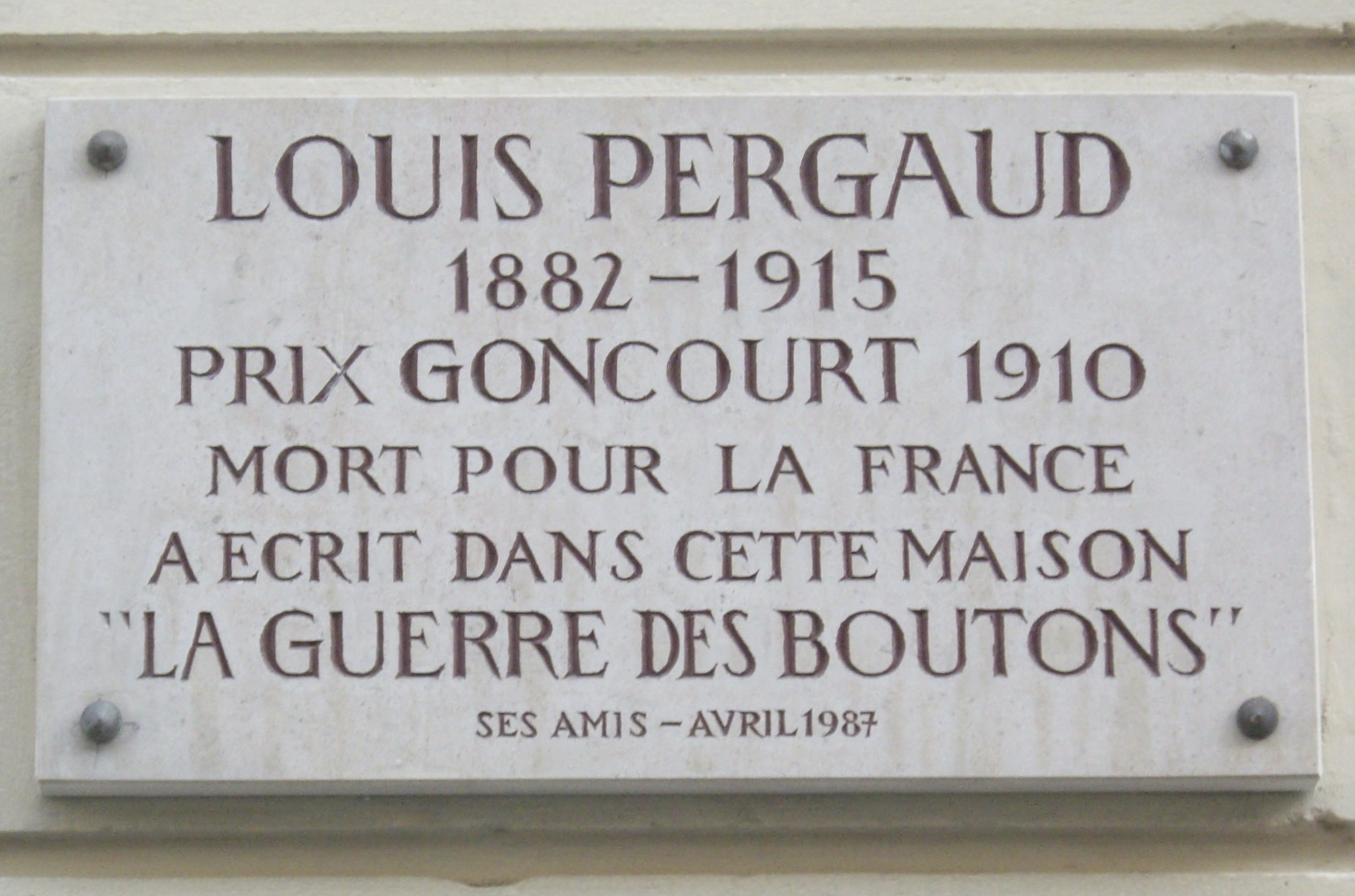
Plaque au no 3.
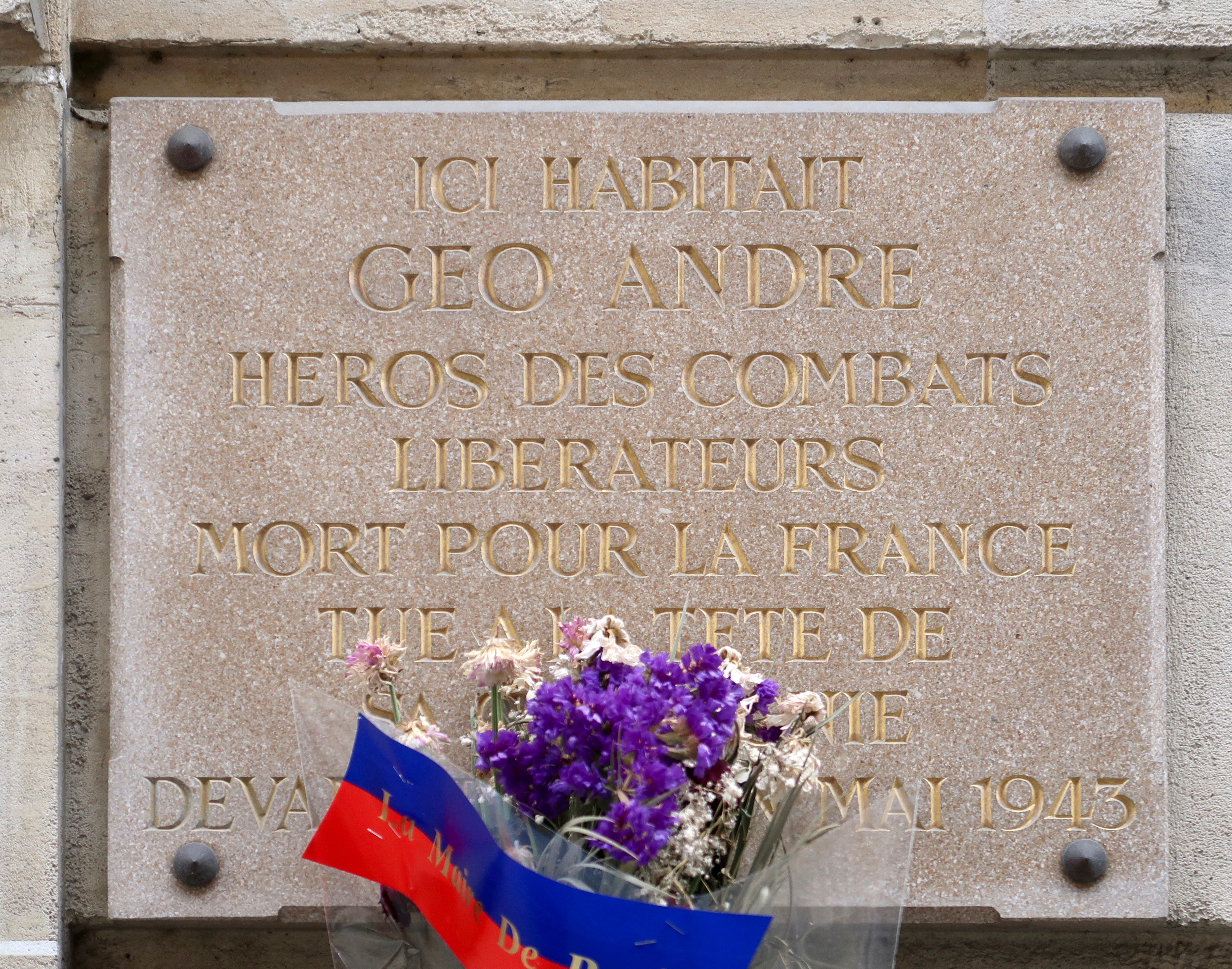
Plaque au no 9.